# El Samurái
Osamu Matsuda (19 de abril de 1966) es un luchador profesional japonés, más conocido por su nombre en el ring como El Samurái y también es conocido por su trabajo en la New Japan Pro Wrestling.

## Carrera
Matsuda se graduó de la escuela preparatoria en 1985 y se unió a la New Japan Pro Wrestling. Debutó un año más tarde y pasó algunos años luchando en las primeras luchas de las carteleras. En marzo de 1991 se fue a México, donde adoptó una máscara y el nombre de El Samurai. Regresó a NJPW a principios de 1992, y venció con rapidez Jushin Liger IWGP Junior para el Campeonato de peso pesado en junio.

## Campeonatos y logros
- Michinoku Pro Wrestling
  - British Commonwealth Junior Heavyweight Championship (1 vez)[1]
- New Japan Pro-Wrestling
  - IWGP Junior Heavyweight Championship (2 veces)[2]
  - IWGP Junior Heavyweight Tag Team Championship (3 veces) – con Jushin Thunder Liger (1), Ryusuke Taguchi (1) y Koji Kanemoto (1)[3]
  - J-Crown ([[J-Crown#Title history|1 vez)[4]
  - NWA World Welterweight Championship (1 vez]])[5]
  - UWA World Junior Light Heavyweight Championship (2 veces)[6]
  - WWA World Junior Light Heavyweight Championship (2 veces)[7]
  - Best of the Super Juniors (1997)[8]
  - DREAM* Win Junior Tag Team Tournament (2002) – con Gedo[9]
  - G1 Climax Junior Heavyweight Tag League (2001) – Jushin Thunder Liger[10][11]
  - One Night's Captain's Fall Tournament (1994) – con Great Sasuke, Gran Hamada & Shinjiro Ohtani[10]
  - Super J Tag Tournament (2010) – con Koji Kanemoto
- Social Pro Wrestling Federation
  - One Night Junior Heavyweight Tournament (1994)[12]
- Universal Wrestling Association
  - UWA World Junior Heavyweight Championship (2 veces)[13]
  - UWA World Middleweight Championship (1 vez)[14]
  - WWF Light Heavyweight Championship (2 veces)1[15]
- Wrestle Association "R"
  - WAR International Junior Heavyweight Tag Team Championship (1 vez) – con Jushin Thunder Liger[16]
- Wrestling Observer Newsletter
  - Luchador más mejorado (1992)

1No reign prior to December 1997 is officially recognized by WWE.